# 4 kwietnia
4 kwietnia jest 94. (w latach przestępnych 95.) dniem w kalendarzu gregoriańskim. Do końca roku pozostaje 271 dni.

## Święta
- Imieniny obchodzą: Adelajda, Ambroży, Benedykt, Izydor, Józef, Platon, Teodul, Teodulf, Wyszeniega, Zdziemir i Zdzimir.
- Angola – Dzień Pokoju i Pojednania
- Lesotho – Dzień Bohaterów
- Międzynarodowe – Międzynarodowy Dzień Wiedzy o Minach i Działań Zapobiegających Minom (ustanowione przez Zgromadzenie Ogólne ONZ 8 grudnia 2005 roku)[1]
- Polska – Święto Wojskowej Służby Zdrowia
- Senegal – Święto Niepodległości
- Tajwan, Hongkong – Dzień Dziecka
- Wielka Brytania – Światowy Dzień Szczura (ang. World Rat Day)[2]
- Wspomnienia i święta w Kościele katolickim[3][4] obchodzą:
  - św. Izydor z Sewilli (biskup i doktor Kościoła)
  - bł. Józef Benedykt Dusmet (kardynał)
  - św. Józef Hymnograf
  - św. Kajetan Catanoso (prezbiter)
  - św. Platon (igumen)
  - bł. Wilhelm z Noto (tercjarz)
- Polska – Dzień Opiekuna Małego Dziecka

## Wydarzenia w Polsce

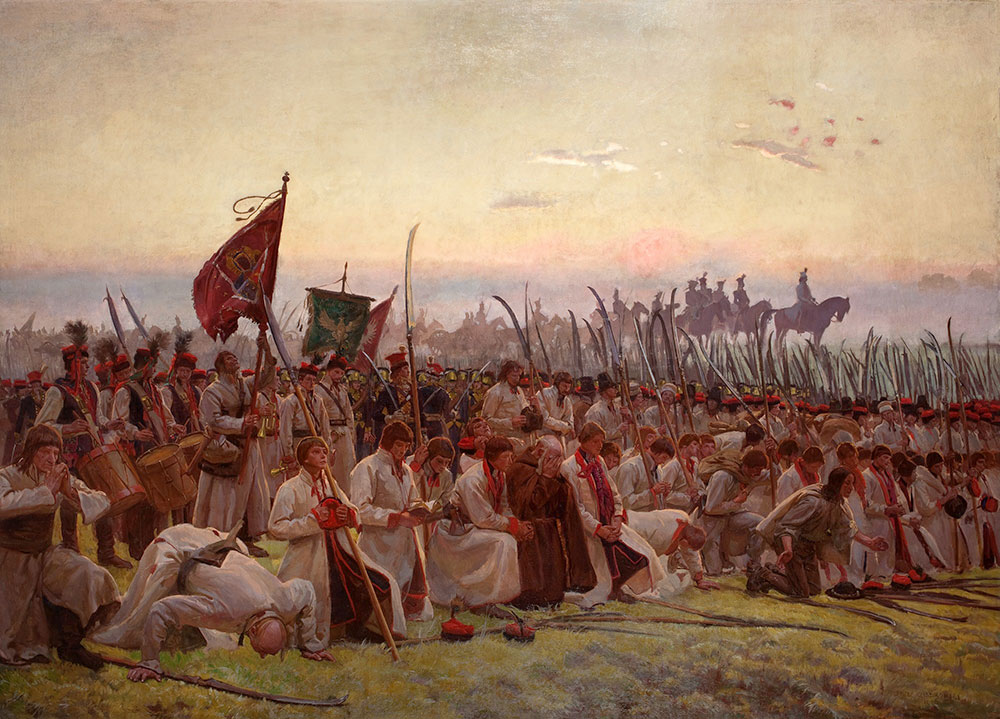
Józef Chełmoński, Racławice

- 1148 – Diecezja włocławska otrzymała bullę protekcyjną od papieża Eugeniusza III.
- 1546 – Stoczek Łukowski uzyskał prawa miejskie.
- 1571 – Węgorzewo uzyskało prawa miejskie.
- 1655 – Pożar doszczętnie strawił Górowo Iławeckie.
- 1660 – Hetman polny koronny Stefan Czarniecki za zasługi wojenne otrzymał Białystok.
- 1718 – Z inicjatywy jasnogórskich paulinów papież Klemens XI powołał do istnienia Bractwo Koronacji Najświętszej Maryi Panny Częstochowskiej i Znalezienia Krzyża Świętego.
- 1791 – Uchwalono konstytucję tzw. Rzeczypospolitej Pawłowskiej koło Wilna.
- 1794 – Insurekcja kościuszkowska: zwycięstwo wojsk polskich nad rosyjskimi w bitwie pod Racławicami.
- 1831 – Powstanie listopadowe: mieszkańcy Oszmiany wzięli do niewoli 100 żołnierzy rosyjskich.
- 1907 – W Wilnie założono Litewskie Towarzystwo Naukowe, którego prezesem został Jonas Basanavičius.
- 1918 – Rada Regencyjna powołała rząd Jana Kantego Steczkowskiego.
- 1919:
  - W Warszawie założono kabaret Qui Pro Quo.
  - Założono Uniwersytet Poznański w Poznaniu.
- 1920 – W Katowicach utworzono Niemiecki Komisariat Plebiscytowy.
- 1926 – Ukazało się pierwsze wydanie czasopisma katolickiego „Niedziela”.
- 1927 – W Toruniu zostali rozstrzelani, zdegradowani do stopnia szeregowca Paweł Piontek i Kazimierz Urbaniak, skazani na karę śmierci za szpiegostwo na rzecz Niemiec.
- 1940:
  - Akcja T4: w dniach 2–4 kwietnia Niemcy wymordowali 499 pacjentów szpitala psychiatrycznego w Warcie koło Sieradza.
  - W pierwszej masowej egzekucji na poligonie w Firleju pod Radomiem zostało rozstrzelanych 145 chłopów.
- 1944 – W miejscowości Krzywe koło Suwałk Niemcy rozstrzelali 12 członków ruchu oporu.
- 1946 – Oddziały UPA spaliły miasto Bukowsko oraz wsie: Nowotaniec, Nagórzany, Dudyńce, Pielnia, Pobiedno. Spłonęło m.in. 420 domów w Bukowsku, cały Nowotaniec, Nagórzany i Pielnia.
- 1950 – Wzniósł się w powietrze pierwszy eksperymentalny polski śmigłowiec BŻ-1 GIL.
- 1959 – Polskie Radio rozpoczęło regularne nadawanie audycji w esperanto.
- 1960 – Premiera komedii filmowej Zezowate szczęście w reżyserii Andrzeja Munka.
- 1961 – Premiera komedii filmowej Mąż swojej żony w reżyserii Stanisława Barei.
- 1995 – W Poznaniu otwarto pierwszą w kraju Biedronkę.
- 1996 – Została utworzona Policja sądowa.
- 2003 – W katastrofie śmigłowca bojowego Mi-24D na poligonie w Drawsku Pomorskim zginęło 3 żołnierzy, a 6 zostało ciężko rannych.
- 2007 – Naczelny Sąd Administracyjny uznał za zgodne z prawem nadanie dziecku (jako drugiego) imienia Dąb.

## Wydarzenia na świecie
- 986 – W Quedlinburgu odbył się zjazd na którym Mieszko I oficjalnie podporządkował się cesarzowi Ottonowi III.
- 1081 – Aleksy I Komnen został cesarzem bizantyńskim.
- 1147:
  - Fryderyk I Barbarossa został księciem Szwabii.
  - Pierwsza kronikarska wzmianka o Moskwie.
- 1268 – W Konstantynopolu zawarto pięcioletni pakt o nieagresji i traktat handlowy między Cesarstwem Bizantyńskim a Republika Wenecką.
- 1297 – Papież Bonifacy VIII ustanowił Królestwo Sardynii i Korsyki i nadał je w lenno władcy Aragonii Jakubowi II Sprawiedliwemu.
- 1350 – Król Polski Kazimierz III Wielki zawarł w Budzie porozumienie z królem Węgier Ludwikiem I Wielkim, na mocy którego w zamian za pomoc węgierską w walce z Litwą Polacy zobowiązali się do odsprzedania Rusi za sumę 100 tysięcy florenów, w przypadku jeśli Kazimierz doczeka się męskiego potomka. W przypadku gdyby król Polski umarł nie pozostawiwszy syna, tron Polski oraz sporna Ruś miały przejść we władanie króla węgierskiego.
- 1406 – Jakub I został królem Szkocji.
- 1460 – Zainaugurował działalność Uniwersytet Bazylejski.
- 1507 – Marcin Luter otrzymał święcenia kapłańskie.
- 1525 – Wojna chłopska w Niemczech: armia Związku Szwabskiego pokonała zbuntowanych chłopów w bitwie pod Leipheim.
- 1541 – Ignacy Loyola został pierwszym generałem zakonu jezuitów.
- 1581 – Korsarz Francis Drake, po zakończeniu rejsu dookoła świata, otrzymał tytuł szlachecki od królowej Anglii Elżbiety I Tudor.
- 1588 – Chrystian IV Oldenburg został królem Danii i Norwegii.
- 1650 – Benedetto Odescalchi (późniejszy papież Innocenty XI) został mianowany biskupem Novary.
- 1655 – W bitwie pod Porto Farina angielska eskadra pod wodzą admirała Roberta Blake’a pokonała piratów berberyjskich.
- 1660 – Przebywający na wygnaniu król Anglii i Szkocji Karol II Stuart ogłosił tzw. Deklarację z Bredy, w której zawarł warunki na jakich mógłby objąć tron.
- 1721 – Robert Walpole został pierwszym premierem Wielkiej Brytanii.
- 1770 – Założono miasto Caacupé w Paragwaju.
- 1807 – W Forcie Ricasoli na Malcie, wówczas pod brytyjskim protektoratem, wybuchł bunt żołnierzy.
- 1818 – Kongres Stanów Zjednoczonych uchwalił ustawę o fladze.
- 1838 – Założono miasto Beckley w Wirginii Zachodniej.
- 1841 – William Henry Harrison jako pierwszy prezydent USA zmarł (na zapalenie płuc) w trakcie sprawowania urzędu. Jego następcą został dotychczasowy wiceprezydent John Tyler.
- 1845 – James Esdaile przeprowadził w szpitalu w Kalkucie pierwszą operację na pacjencie znieczulonym przy pomocy hipnozy.
- 1847 – Został otwarty Gran Teatre del Liceu w Barcelonie.
- 1848 – Karl Ludwig von Ficquelmont został premierem Cesarstwa Austrii.
- 1849 – Wiosna Ludów: powstańcza armia sycylijska pod dowództwem gen. Ludwika Mierosławskiego została rozbita przez wojska neapolitańskie w bitwie o Katanię.
- 1850 – Los Angeles uzyskało prawa miejskie.
- 1857 – Zwycięstwem wojsk brytyjskich zakończyła się wojna brytyjsko-perska.
- 1858 – Niemiecki astronom Robert Luther odkrył planetoidę (53) Kalypso.
- 1866 – Rewolucjonista Dmitrij Karakozow usiłował w Petersburgu zastrzelić cara Aleksandra II Romanowa.
- 1884 – Zawarto porozumienie rozejmowe, na mocy którego Boliwia przekazała Chile swoją część wybrzeża, tracąc tym samym dostęp do morza.
- 1889 – Pedro Alejandrino del Solar został po raz trzeci premierem Peru.
- 1893 – Charles Dupuy został premierem Francji.
- 1900 – W Brukseli doszło do nieudanego zamachu na przyszłego króla Wielkiej Brytanii Edwarda VII.
- 1905 – Ponad 20 tys. osób zginęło w trzęsieniu ziemi o magnitudzie 7,8 stopnia w skali Richtera, w leżącym w północnych Indiach mieście Kangra.
- 1909 – W brazylijskim Porto Alegre założono klub piłkarski SC Internacional.
- 1913 – W Wirginii Zachodniej wykonano ostatni w USA wyrok śmierci poprzez powieszenie z okowami.
- 1919 – Antanas Smetona został pierwszym prezydentem Litwy.
- 1920 – W rejonie Starego Miasta w Jerozolimie wybuchły zamieszki arabsko-żydowskie (4–7 kwietnia). Zginęło 5 Żydów i 4 Arabów, a 216 Żydów i 23 Arabów zostało rannych.
- 1923 – Założono amerykańską wytwórnię filmową Warner Bros.
- 1930 – Założono Amerykańskie Towarzystwo Rakietowe (ARS).
- 1933 – 73 osoby zginęły u wybrzeży New Jersey w katastrofie wojskowego sterowca USS „Akron”.
- 1934 – ZSRR przedłużył pakt o nieagresji z krajami bałtyckimi.
- 1939:
  - W Budapeszcie zawarto układ kończący wojnę węgiersko-słowacką.
  - W wypadku samochodowym zginął król Iraku Ghazi I. Nowym królem został jego 4-letni syn Fajsal II.
- 1940 – Zbrodnia katyńska: rozpoczęła się likwidacja obozu jenieckiego w Ostaszkowie.
- 1941:
  - II wojna światowa w Afryce: niemiecki Afrika Korps zdobył libijski port Bengazi.
  - Bitwa o Atlantyk: niemiecki rajder HSK „Thor” zaatakował brytyjski krążownik pomocniczy AMC „Voltaire” i po blisko godzinnej walce zatopił go, zabijając 74 biorąc do niewoli 195 członków załogi; prezydent USA Franklin Delano Roosevelt udostępnił amerykańskie doki brytyjskim okrętom wojennym.
- 1942 – Zwodowano amerykański lotniskowiec eskortowy USS „Nassau”.
- 1943 – Zwodowano amerykański lekki lotniskowiec USS „Cabot”.
- 1945:
  - Armia Czerwona zajęła Bratysławę.
  - Ostatnie oddziały niemieckie wycofały się z Węgier.
- 1948 – Wojna domowa w Palestynie: rozpoczęła się bitwa o Miszmar ha-Emek.
- 1949:
  - W pożarze szpitala św. Antoniego w Effingham w stanie Illinois zginęło 75 osób.
  - W Waszyngtonie został podpisany traktat północnoatlantycki powołujący do życia NATO.
- 1954 – Założono portugalski klub piłkarski FC Maia.
- 1959 – Utworzono Federację Mali.
- 1960:
  - Film Ben-Hur w reżyserii Williama Wylera zdobył 11 Oscarów.
  - Senegal uzyskał niepodległość (od Francji).
- 1962 – U Nu został premierem Birmy.
- 1968:
  - James Earl Ray zastrzelił w Memphis w amerykańskim stanie Tennessee pastora Martina Luthera Kinga.
  - Rozpoczęła się bezzałogowa misja kosmiczna Apollo 6.
- 1969:
  - 40-letni działacz związkowy Evžen Plocek dokonał samospalenia w proteście przeciwko wkroczeniu wojsk Układu Warszawskiego do Czechosłowacji.
  - Chirurdzy Domingo Liotta i Denton Cooley wszczepili w klinice w Houston w Teksasie pierwsze sztuczne serce. Zostało usunięte po 64 godzinach pracy, gdy pojawił się dawca żywego organu.
- 1970 – Pod Magdeburgiem funkcjonariusze KGB spalili szczątki Adolfa Hitlera i wrzucili je do rzeki Ehle.
- 1972 – Stany Zjednoczone uznały niepodległość Bangladeszu.
- 1973 – Oficjalnie otwarto World Trade Center w Nowym Jorku.
- 1974 – We Francistown w Botswanie w katastrofie botswańskiego samolotu Douglas DC-4 zginęło 78 spośród 84 osób na pokładzie.
- 1975:
  - 172 osoby zginęły w katastrofie ewakuującego wietnamskie sieroty wojenne amerykańskiego samolotu wojskowego Lockheed C-5 Galaxy.
  - Bill Gates i Paul Allen założyli firmę Microsoft.
  - W zdarzeniu pociągów pasażerskiego i towarowego w miejscowości Żośle w Litewskiej SRR zginęło 20 osób, a 80 zostało rannych.
- 1976:
  - Były król Kambodży Norodom Sihanouk został usunięty przez Czerwonych Khmerów z funkcji formalnej głowy państwa.
  - Premiera amerykańskiego filmu Wszyscy ludzie prezydenta w reżyserii Alana J. Pakuli.
  - W Clinton Township w amerykańskim stanie Michigan założono Instytut Krioniki gdzie, w celu późniejszego ożywienia, przechowywane są w ciekłym azocie ciała ludzkie i zwierzęce oraz próbki ludzkiego i zwierzęcego DNA.
- 1977:
  - Na festiwalu we francuskim Royan odbyła się premiera III symfonii Henryka Mikołaja Góreckiego
  - W katastrofie lotniczej w New Hope w Georgii zginęły 72 osoby, ocalały 22.
- 1979 – Został stracony były prezydent Pakistanu Zulfikar Ali Bhutto.
- 1981:
  - W Dublinie odbył się 26. Konkurs Piosenki Eurowizji.
  - W Mediolanie został aresztowany przywódca Czerwonych Brygad Mario Moretti.
- 1983 – Odbył się pierwszy lot wahadłowca Challenger.
- 1984 – Prezydent USA Ronald Reagan wezwał do międzynarodowego zakazu broni chemicznej.
- 1985 – Zajd ar-Rifa’i został premierem Jordanii.
- 1987 – W katastrofie indonezyjskiego samolotu McDonnell Douglas DC-9 w Medan na Sumatrze zginęły 23 spośród 45 osób na pokładzie.
- 1991 – Nicéphore Soglo został prezydentem Beninu.
- 1993 – Dokonano oblotu holenderskiego samolotu pasażerskiego Fokker 70.
- 1996 – Mathieu Kérékou został po raz drugi prezydentem Beninu.
- 1997:
  - Rozpoczęła się misja STS-83 wahadłowca Columbia.
  - W hiszpańskim Oviedo została podpisana Konwencja o Prawach Człowieka i Biomedycynie.
  - W miejscowości Thalit pod Algierem islamscy terroryści w dniach 3–4 kwietnia zamordowali 53 mieszkańców.
- 2000 – Rozpoczęła się ostatnia misja załogowa (Sojuz TM-30) na rosyjską stację kosmiczną Mir.
- 2001 – Vladimir Voronin został prezydentem Mołdawii.
- 2004 – Bułgarski autobus wiozący 34 uczniów i 16 dorosłych wypadł z drogi i zatonął w rzece Lim w serbskiej wsi Gostun. Zginęło 12 dzieci, pozostałe osoby uratowali okoliczni mieszkańcy.
- 2009:
  - George Abela został prezydentem Malty.
  - Premier Danii Anders Fogh Rasmussen został wybrany na stanowisko sekretarza generalnego NATO.
  - Urzędujący prezydent Słowacji Ivan Gašparovič został wybrany na drugą kadencję.
- 2011 – Podczas lądowania w stolicy Demokratycznej Republiki Konga Kinszasie rozbił się wyczarterowany przez misję ONZ samolot Bombardier CRJ-100ER, w wyniku czego zginęły 32 osoby, a jedna została ranna.
- 2012:
  - Robert Fico został po raz drugi premierem Słowacji.
  - W samobójczym zamachu bombowym w Teatrze Narodowym w stolicy Somalii Mogadiszu zginęło 10 osób, w tym szefowie związku piłki nożnej i komitetu olimpijskiego.
- 2014 – Marie-Louise Coleiro Preca została prezydentem Malty.
- 2017 – Wojna domowa w Syrii: w wyniku bombardowania przez rządowe lotnictwo z użyciem broni chemicznej miasta Chan Szajchun zginęło co najmniej 89 osób, a 541 odniosło obrażenia.
- 2018 – Julius Maada Bio został prezydentem Sierra Leone.
- 2019 – George William Vella został prezydentem Malty.
- 2023 – Finlandia została 31. krajem członkowskim NATO.
- 2024 – Myriam Spiteri Debono została prezydentem Malty.

## Urodzili się
- 188 – Karakalla, cesarz rzymski (zm. 217)
- 1494 – Ambrosius Moiban, niemiecki duchowny i teolog luterański (zm. 1554)
- 1557 – Lew Sapieha, hetman wielki litewski, kanclerz wielki litewski, marszałek Sejmu, wojewoda wileński (zm. 1633)
- 1572 – William Strachey, angielski pisarz (zm. 1621)
- 1588 – Alessandro Varotari, włoski malarz (zm. 1649)
- 1596 – Wawrzyniec Błaskowicz, polski kupiec, burmistrz Jarosławia (zm. 1640)
- 1603 – Giovanni Francesco Gonnelli, włoski rzeźbiarz (zm. 1664)
- 1622 – Georg Scholtz (młodszy), niemiecki malarz (zm. 1677)
- 1640 – (data chrztu) Gaspar Sanz, aragoński kompozytor, gitarzysta (zm. 1710)
- 1646 – Antoine Galland, francuski orientalista, archeolog, numizmatyk, tłumacz (zm. 1715)
- 1648 – Grinling Gibbons, holendersko-angielski rzeźbiarz, drzeworytnik (zm. 1721)
- 1661 – Ludwik Armand de Bourbon-Conti, francuski książę (zm. 1685)
- 1676 – Giuseppe Maria Orlandini, włoski kompozytor (zm. 1760)
- 1688 – Joseph-Nicolas Delisle, francuski astronom, kartograf (zm. 1768)
- 1699 – Helmuth von Plessen, królewsko-polski i elektorsko-saski szambelan, rzeczywisty tajny radca, dyplomata (zm. 1761)
- 1714 – Adam Stanisław Krasiński, polski duchowny katolicki, biskup kamieniecki, pisarz polityczny, sekretarz wielki koronny, prezydent Trybunału Głównego Koronnego, przywódca konfederacji barskiej (zm. 1800)
- 1744 – Samuel Gustaf Hermelin, szwedzki baron, kartograf, przemysłowiec, dyplomata (zm. 1820)
- 1752 – Nicola Antonio Zingarelli, włoski kompozytor (zm. 1837)
- 1753 – Claude-Eustache-François Marolles, francuski duchowny katolicki, biskup konstytucyjny Aisne (zm. 1794)
- 1758 – Pierre-Paul Prud’hon, francuski malarz, rysownik (zm. 1823)
- 1759 – Christian Leberecht Vogel, niemiecki malarz (zm. 1816)
- 1762 – Stephen Storace, brytyjski kompozytor (zm. 1796)
- 1763 – José María Magallón y Armendáriz, hiszpański arystokrata, dyplomata (zm. 1845)
- 1772 – Nachman z Bracławia, rabin chasydzki (zm. 1810)
- 1773 – Étienne Maurice Gérard, francuski generał, polityk, par i marszałek Francji (zm. 1852)
- 1784 – Zorian Dołęga-Chodakowski, polski etnograf, archeolog, historyk, słowianofil (zm. 1825)
- 1785 – Bettina von Arnim, niemiecka pisarka (zm. 1859)
- 1791 – Filip Beatrix-Sacchi, polski duchowny katolicki, jezuita, teolog, etyk, wykładowca akademicki pochodzenia francusko-włoskiego (zm. 1850)
- 1792 – Thaddeus Stevens, amerykański polityk, abolicjonista (zm. 1868)
- 1793 – Casimir Delavigne, francuski poeta, dramaturg (zm. 1843)
- 1801 – Thomas Sotheron-Estcourt, brytyjski polityk (zm. 1876)
- 1802 – Dorothea Dix, amerykańska pielęgniarka, obrończyni praw osób chorych psychicznie (zm. 1887)
- 1806:
  - Prosper Guéranger, francuski benedyktyn, Sługa Boży (zm. 1875)
  - Claiborne Fox Jackson, amerykański wojskowy, prawnik, polityk (zm. 1862)
- 1809 – Benjamin Peirce, amerykański matematyk, wykładowca akademicki (zm. 1880)
- 1818 – Thomas Mayne Reid, amerykański pisarz pochodzenia irlandzkiego (zm. 1883)
- 1819 – Maria II, królowa Portugalii (zm. 1853)
- 1820 – Jan Walery Królikowski, polski aktor, reżyser (zm. 1886)
- 1821 – Linus Yale, amerykański mechanik, wynalazca, przedsiębiorca (zm. 1868)
- 1822 – Max Toeppen, niemiecki historyk, pedagog (zm. 1893)
- 1826 – Zénobe Gramme, belgijski elektrotechnik (zm. 1901)
- 1823 – Carl Wilhelm Siemens, niemiecki inżynier (zm. 1883)
- 1825 – Đuro Daničić, serbski filolog, tłumacz, leksykograf (zm. 1882)
- 1826 – Wincenty Niewiadomski, polski literat, popularyzator nauk przyrodniczych, urzędnik (zm. 1892)
- 1833 – Oswald Kerner, niemiecki polityk, burmistrz Katowic (zm. 1873)
- 1834 – Helena Karolina Wittelsbach, księżna Thurn und Taxis (zm. 1890)
- 1835:
  - Izydor Jabłoński, polski malarz, pedagog (zm. 1905)
  - John Hughlings Jackson, brytyjski neurolog, fizjolog (zm. 1911)
- 1838 – James Black Groome, amerykański polityk (zm. 1893)
- 1841 – Anatol Lewicki, polski historyk, mediewista (zm. 1899)
- 1842 – Édouard Lucas, francuski matematyk, wykładowca akademicki (zm. 1891)
- 1845 – Jerzy Badura, polski duchowny ewangelicki, pisarz, działacz narodowy na Śląsku (zm. 1911)
- 1846:
  - Comte de Lautréamont, francuski pisarz (zm. 1870)
  - Raoul Pictet, szwajcarski fizyk (zm. 1929)
- 1848:
  - Alice Williams Brotherton, amerykańska poetka (zm. 1930)
  - Arturo Prat, chilijski oficer marynarki wojennej, bohater narodowy (zm. 1879)
- 1850 – Samuel Rajss, polski franciszkanin konwentualny, prezbiter, prowincjał (zm. 1901)
- 1851 – Nikon (Rożdiestwienski), rosyjski biskup prawosławny (zm. 1918)
- 1858:
  - Remy de Gourmont, francuski prozaik, poeta, krytyk literacki (zm. 1915)
  - Kazimierz Puchewicz, polski działacz socjalistyczny, prawnik (zm. 1884)
- 1859 – Contardo Ferrini, włoski prawnik, tercjarz franciszkański, błogosławiony (zm. 1902)
- 1860 – Bronisław Sawicki, polski chirurg (zm. 1931)
- 1861 – Armin von Foelkersam, niemiecko-rosyjski historyk sztuki, grafik, twórca ekslibrisów, genealog, muzealnik (zm. 1917)
- 1862:
  - (lub 3 kwietnia) Leonid Pasternak, rosyjski malarz (zm. 1945)
  - Jan Stankiewicz, polski generał brygady (zm. 1945)
- 1863 – Frank Hanly, amerykański polityk (zm. 1920)
- 1864:
  - Shimei Futabatei, japoński pisarz, polityk (zm. 1909)
  - Juliusz Tarnowski, polski działacz społeczny i gospodarczy, polityk (zm. 1917)
- 1865:
  - Zdzisław Lubomirski, polski książę, prawnik, polityk, prezydent Warszawy, członek Rady Regencyjnej (zm. 1943)
  - Edward Stanley, brytyjski arystokrata, polityk (zm. 1948)
- 1867:
  - Wincenty Soler, hiszpański augustianin, rekolekta, męczennik, błogosławiony (zm. 1936)
  - Basil Williams, brytyjski historyk (zm. 1950)
- 1872:
  - Henry Bataille, francuski poeta, dramaturg, malarz (zm. 1922)
  - Stanisław Dziadulewicz, polski historyk, heraldyk, pedagog pochodzenia tatarskiego (zm. 1943)
  - Guy Urban Hardy, amerykański polityk (zm. 1947)
  - Pēteris Juraševskis, łotewski polityk, premier Łotwy (zm. 1945)
- 1873:
  - Gustaw Dobrucki, polski chirurg, ginekolog, polityk, senator RP, minister wyznań religijnych i oświecenia publicznego (zm. 1943)
  - Gyula Peidl, węgierski działacz socjaldemokratyczny, polityk, premier Węgierskiej Republiki Ludowej (zm. 1943)
- 1874 – Izydor Gulgowski, kaszubski etnograf, folklorysta, pisarz (zm. 1925)
- 1875:
  - Pierre Monteux, francuski dyrygent (zm. 1964)
  - Kazimierz Prószyński, polski wynalazca, konstruktor pionierskich aparatów kinematograficznych i kamer filmowych (zm. 1945)
- 1876 – Maurice de Vlaminck, francuski malarz, grafik (zm. 1958)
- 1877 – Mordechaj Gebirtig, żydowski poeta, pieśniarz tworzący w języku jidysz (zm. 1942)
- 1880 – Georg von Trapp, austro-węgierski kapitan marynarki wojennej (zm. 1947)
- 1881 – Paul Palén, szwedzki strzelec sportowy (zm. 1944)
- 1882 – Emil Filla, czeski malarz, grafik, rzeźbiarz, teoretyk sztuki, pedagog (zm. 1953)
- 1883:
  - Gyula Juhász, węgierski poeta (zm. 1937)
  - Piero Puricelli, włoski inżynier, budowniczy autostrad (zm. 1951)
  - Władysław Skoczylas, polski grafik, malarz, rzeźbiarz, pedagog (zm. 1934)
  - Edward Turnour, brytyjski arystokrata, polityk (zm. 1962)
- 1884:
  - Jakub Alberione, włoski duchowny katolicki, błogosławiony (zm. 1971)
  - Marcin Oprządek, polski franciszkanin, męczennik, błogosławiony (zm. 1942)
  - Isoroku Yamamoto, japoński admirał (zm. 1943)
- 1885 – Aino Forsten, fińska działaczka komunistyczna (zm. 1937)
- 1886 – Janus Theeuwes, holenderski łucznik (zm. 1975)
- 1887 – Brunon Lechowski, polski malarz, projektant (zm. 1941)
- 1888 – Zdzisław Żygulski, polski filolog, germanista, historyk literatury niemieckiej (zm. 1975)
- 1890 – Daniela od św. Barnaby, hiszpańska karmelitanka, misjonarka, męczennica, błogosławiona (zm. 1936)
- 1891 – Wasił Mikow, bułgarski archeolog, historyk (zm. 1970)
- 1892:
  - Jim Goodchild, angielski piłkarz (zm. 1950)
  - Karl Wilhelm Reinmuth, niemiecki astronom (zm. 1979)
  - Edith Södergran, fińska poetka (zm. 1923)
- 1893 – Richard Rosson, amerykański aktor, reżyser filmowy (zm. 1953)
- 1894 – Helena Nieć, polska botanik (zm. 1979)
- 1895:
  - George Fish, amerykański rugbysta, lekarz (zm. 1977)
  - Valdus Lund, szwedzki piłkarz (zm. 1962)
- 1896:
  - Julius Janonis, litewski poeta, marksista (zm. 1917)
  - Robert E. Sherwood, amerykański dramaturg, scenarzysta filmowy (zm. 1955)
  - Mikoła Szczahłou-Kulikowicz, białoruski śpiewak, dyrygent, muzykolog, działacz społeczno-kulturalny, kompozytor, pisarz, publicysta, emigrant (zm. 1969)
- 1897:
  - Pierre Fresnay, francuski aktor (zm. 1975)
  - Dina Guerri-Manfredini, włosko-amerykańska superstulatka (zm. 2012)
  - John Kotelawala, cejloński polityk, premier Cejlonu (zm. 1980)
- 1898:
  - Agnes Ayres, amerykańska aktorka (zm. 1940)
  - Abraham Mintchine, francuski malarz pochodzenia ukraińsko-żydowskiego (zm. 1931)
  - Feliks Peto, polski kupiec, kapitan broni pancernych piechoty  (zm. 1984)
  - Julian Wołoszynowski, polski prozaik, dramaturg, tłumacz (zm. 1977)
- 1899:
  - Albino Carraro, włoski trener piłkarski (zm. 1964)
  - Carmel Myers, amerykańska aktorka (zm. 1980)
- 1900:
  - John Lyons, amerykański hokeista (zm. 1971)
  - Adolf Patek, austriacki piłkarz, trener (zm. 1982)
  - Henry Somerset, brytyjski arystokrata, polityk (zm. 1984)
  - Orvar Trolle, szwedzki pływak (zm. 1971)
  - Izydor Zaczykiewicz, polski pisarz (zm. 1991)
- 1901:
  - Michaił Chruniczew, radziecki polityk (zm. 1961)
  - Norman Cleaveland, amerykański rugbysta (zm. 1997)
  - Władysław Woźnik, polski aktor, reżyser (zm. 1959)
- 1902:
  - Wojciech Gintrowski, polski sierżant pilot (zm. 1939)
  - Stanley G. Weinbaum, amerykański pisarz science fiction pochodzenia żydowskiego (zm. 1935)
- 1903 – Janina Wysocka-Ochlewska, polska pianistka, klawesynistka, pedagog (zm. 1975)
- 1904:
  - Ignacy Fik, polski poeta, publicysta, krytyk literacki, teoretyk kultury (zm. 1942)
  - Jerzy Kaszyra, polski marianin, męczennik, błogosławiony (zm. 1943)
  - Harald Paumgarten, austriacki narciarz alpejski i klasyczny (zm. 1952)
- 1905:
  - Nripen Chakraborty, indyjski polityk (zm. 2004)
  - Tadeusz Schwartz, polski inżynier elektryk (zm. 1970)
- 1906:
  - Bea Benaderet, amerykańska aktorka (zm. 1968)
  - Willy Falck Hansen, duński kolarz torowy (zm. 1978)
  - John Cameron Swayze, amerykański dziennikarz telewizyjny, gospodarz teleturniejów (zm. 1995)
- 1907:
  - Krystyna Ankwicz, polska aktorka (zm. 1985)
  - Ottavio Fantoni, brazylijsko-włoski piłkarz (zm. 1935)
  - Eugeniusz Kuszko, polski generał dywizji, polityk, poseł na Sejm Ustawodawczy (zm. 1984)
  - Hugh Allen Meade, amerykański polityk (zm. 1949)
- 1908:
  - Alfred Adam, francuski aktor (zm. 1982)
  - Nikołaj Firiubin, radziecki polityk, dyplomata (zm. 1983)
- 1909 – Henryk Gradowski, polski działacz komunistyczny (zm. 1932)
- 1910:
  - Barthélemy Boganda, środkowoafrykański polityk, przywódca autonomicznej Republiki Środkowoafrykańskiej (zm. 1959)
  - László Cseh, węgierski piłkarz (zm. 1950)
  - Efrain Antonio Rios Garcia, kolumbijski superstulatek (zm. 2024)
- 1911:
  - Václav Čtvrtek, czeski pisarz (zm. 1976)
  - Marie Kettnerová, czeska tenisistka stołowa (zm. 1998)
- 1912 – Jan Rybkowski, polski reżyser i scenarzysta filmowy (zm. 1987)
- 1913:
  - Frances Langford, amerykańska aktorka, piosenkarka (zm. 2005)
  - Jules Léger, kanadyjski prawnik, dyplomata, polityk, gubernator generalny (zm. 1980)
  - Folke Lind, szwedzki piłkarz (zm. 2001)
  - Muddy Waters, amerykański bluesman (zm. 1983)
- 1914:
  - Ryszard Białous, polski harcmistrz, żołnierz AK, dowódca batalionu „Zośka” (zm. 1992)
  - Marguerite Duras, francuska pisarka (zm. 1996)
  - David Goodall, australijski botanik, ekolog (zm. 2018)
  - Mykoła Łemyk, ukraiński działacz nacjonalistyczny (zm. 1941)
  - Alena Mazanik, białoruska kelnerka, zamachowczyni (zm. 1996)
- 1915:
  - Lars Ahlin, szwedzki pisarz (zm. 1997)
  - Ludwik Bazylow, polski historyk, wykładowca akademicki (zm. 1985)
  - Amedeo Biavati, włoski piłkarz (zm. 1979)
  - Jan Drda, czeski prozaik, dramaturg, dziennikarz (zm. 1970)
  - Mathias Goeritz, niemiecki malarz, rzeźbiarz (zm. 1990)
- 1916:
  - Robert Charpentier, francuski kolarz szosowy i torowy (zm. 1966)
  - Janusz Chmielewski, polski językoznawca, sinolog (zm. 1998)
  - Zdeněk Špinar, czeski paleontolog (zm. 1995)
- 1917:
  - Qəzənfər Əkbərov, radziecki starszy sierżant (zm. 1944)
  - Helena Chłopek, polska poetka, pisarka (zm. 2007)
- 1918:
  - Joseph Ashbrook, amerykański astronom (zm. 1980)
  - George Jellicoe, brytyjski arystokrata, polityk (zm. 2007)
  - Witold Retinger, polski major pilot (zm. 1982)
- 1919:
  - Tadeusz Jedynak, polski generał brygady pilot (zm. 1987)
  - Charles Orlando Porter, amerykański polityk (zm. 2006)
- 1920:
  - Aldo Ghira, włoski piłkarz wodny (zm. 1991)
  - Roman Wielgosz, polski żużlowiec (zm. 1988)
- 1921:
  - Nikołaj Inoziemcew, radziecki historyk, ekonomista, dziennikarz, polityk (zm. 1982)
  - Jerzy Kluger, polski inżynier, przedsiębiorca pochodzenia żydowskiego (zm. 2011)
  - Roger Mathis, szwajcarski piłkarz (zm. 2015)
- 1922:
  - Elmer Bernstein, amerykański kompozytor, dyrygent pochodzenia żydowskiego (zm. 2004)
  - Bigode, brazylijski piłkarz (zm. 2003)
  - Dorothy Ford, amerykańska aktorka, modelka (zm. 2010)
  - George Senesky, amerykański koszykarz (zm. 2001)
- 1923:
  - Nikola Hajdin, serbski architekt (zm. 2019)
  - Mirosława Maciejewska, polska biochemik, fizjolog zwierząt, wykładowczyni akademicka (zm. 2012)
  - Gene Reynolds, amerykański aktor, reżyser i scenarzysta filmowy (zm. 2020)
  - Peter Vaughan, brytyjski aktor (zm. 2016)
- 1924:
  - Jerzy Boroń, polski rzeźbiarz (zm. 1986)
  - Bob Christie, amerykański kierowca wyścigowy (zm. 2009)
  - Gil Hodges, amerykański baseballista, menedżer (zm. 1972)
  - Stanisław Kruczek, polski generał brygady (zm. 2013)
- 1925:
  - Dettmar Cramer, niemiecki trener piłkarski (zm. 2015)
  - Emmett Williams, amerykański poeta (zm. 2007)
- 1926:
  - Ryszard Bakst, polski pianista, pedagog (zm. 1999)
  - Krystyna Liberska, polska malarka, graficzka (zm. 2010)
  - Robert Lawson Vaught, amerykański logik, matematyk (zm. 2002)
- 1927:
  - Aušra Augustinavičiūtė, litewska psycholog (zm. 2005)
  - Irena Sijałowa-Vogel, rosyjska pianistka
  - Chum Taylor, australijski żużlowiec (zm. 2025)
- 1928:
  - Maya Angelou, amerykańska pisarka, poetka, aktorka (zm. 2014)
  - Giacomo Barabino, włoski duchowny katolicki, biskup Ventimiglia-San Remo (zm. 2016)
  - Estelle Harris, amerykańska aktorka (zm. 2022)
  - Joseph Kesenge, kongijski duchowny katolicki, biskup Molegbe (zm. 2021)
  - Bud Tingelstad, amerykański kierowca wyścigowy (zm. 1981)
- 1929:
  - Toimi Alatalo, fiński biegacz narciarski (zm. 2014)
  - Tadeusz Hołubowicz, polski sadownik, pomolog (zm. 2021)
- 1930:
  - Stefania Grudzińska, polska astronom (zm. 1997)
  - Zygmunt Molik, polski aktor, teoretyk teatru, pedagog (zm. 2010)
- 1931:
  - Jerzy Czajkowski, polski etnograf
  - Bobby Inman, amerykański admirał, funkcjonariusz służb specjalnych
  - Catherine Tizard, nowozelandzka polityk, gubernator generalna (zm. 2021)
  - Ryszard Tomczyk, polski malarz, rysownik, teoretyk i krytyk sztuki i literatury, pisarz, publicysta (zm. 2020)
- 1932:
  - Alfred Baron, polski konstruktor lotniczy (zm. 2017)
  - Antonio Baseotto, argentyński duchowny katolicki, biskup Añatuya, ordynariusz polowy Argentyny (zm. 2025)
  - Hugolino Cerasuolo Stacey, ekwadorski duchowny katolicki, biskup Loja (zm. 2019)
  - Clive Davis, amerykański producent muzyczny
  - Jerzy Gruza, polski reżyser i scenarzysta filmowy (zm. 2020)
  - Richard Lugar, amerykański polityk, senator (zm. 2019)
  - Anthony Perkins, amerykański aktor (zm. 1992)
  - Andriej Tarkowski, rosyjski reżyser filmowy (zm. 1986)
- 1933:
  - Anna Bella Geiger, brazylijska artystka polsko-żydowskiego pochodzenia
  - Seóirse Bodley, irlandzki kompozytor (zm. 2023)
  - Frits Bolkestein, holenderski ekonomista, polityk, minister obrony, komisarz UE ds. rynku wewnętrznego i usług (zm. 2025)
  - Jan Gliński, polski agrofizyk, gleboznawca (zm. 2020)
- 1934 – Paulina Buchwald-Pelcowa, polska historyk literatury, bibliolog (zm. 2021)
- 1935:
  - Muhammad Basindawa, jemeński polityk, premier Jemenu
  - Pia Riva, włoska narciarka alpejska
- 1936:
  - Stanisław Bylina, polski historyk, mediewista (zm. 2017)
  - Hans Grodotzki, niemiecki lekkoatleta, długodystansowiec
  - Ferenc Németh, węgierski pięcioboista nowoczesny
  - Stanisław Olczak, polski historyk (zm. 2018)
- 1937:
  - Robert Bauman, amerykański polityk
  - Ja’akow Cur, izraelski polityk
  - Lajos Portisch, węgierski szachista
- 1938:
  - Den Dover, brytyjski polityk
  - Henryk Górski, polski strzelec sportowy
- 1939:
  - Bill Bridges, amerykański koszykarz (zm. 2015)
  - Darlene Hooley, amerykańska polityk
  - Sławomir Kopański, polski nauczyciel, polityk, poseł na Sejm RP (zm. 2014)
  - Ernie Terrell, amerykański bokser (zm. 2014)
- 1940:
  - Richard Attwood, brytyjski kierowca wyścigowy
  - Lech Jacuński, polski biolog, zoolog (zm. 2011)
  - Franciszek Kępka, polski pilot szybowcowy i samolotowy (zm. 2001)
- 1941:
  - Peter Christiansen, duński wioślarz
  - Siergiej Diesnicki, rosyjski aktor
  - Aleksander Glinkowski, polski kompozytor, pedagog (zm. 1991)
  - Vittorio Lupi, włoski duchowny katolicki, biskup Savona-Noli
- 1942:
  - Michel Fourniret, francuski seryjny morderca, pedofil (zm. 2021)
  - Bolesław Nowaczyk, polski geograf (zm. 2012)
  - Robert Szczepaniak, francuski piłkarz pochodzenia polskiego
  - Wiktor Wołkow, polski fotografik (zm. 2012)
- 1943:
  - Włodzimierz Dreszer, polski artysta, designer, teoretyk sztuk projektowych, pedagog
  - Mirsad Fazlagić, bośniacki piłkarz, trener
  - Jiří Paďour, czeski duchowny katolicki, biskup pomocniczy praski, biskup czeskobudziejowicki (zm. 2015)
  - John Petersen, duński piłkarz
- 1944:
  - Phyllida Barlow, brytyjska rzeźbiarka, artystka wizualna (zm. 2023)
  - Abu Zajd Umar Durda, libijski polityk, premier Libii (zm. 2022)
  - Magdaleno Mercado, meksykański piłkarz (zm. 2020)
  - Craig T. Nelson, amerykański aktor
  - Erik Pettersson, szwedzki kolarz szosowy i torowy
  - Nelson Prudêncio, brazylijski lekkoatleta, trójskoczek (zm. 2012)
- 1945:
  - Daniel Cohn-Bendit, francusko-niemiecki polityk, eurodeputowany
  - Katherine Neville, amerykańska pisarka
- 1946:
  - Lars-Göran Arwidson, szwedzki biathlonista
  - George Frendo, maltański duchowny katolicki, biskup pomocniczy Tirany-Durrës
  - Dave Hill, brytyjski gitarzysta, wokalista, członek zespołu Slade
  - Larry Miller, amerykański koszykarz (zm. 2025)
  - György Spiró, węgierski prozaik, dramaturg, eseista, tłumacz
  - Halina Wyrodek, polska aktorka, piosenkarka (zm. 2008)
- 1947:
  - Jacques Frantz, francuski aktor (zm. 2021)
  - Wojciech Michniewski, polski dyrygent
  - Roman Rutowski, polski chirurg (zm. 2013)
- 1948:
  - Ann-Christin Nykvist, szwedzka ekonomistka, polityk
  - Abdullah Öcalan, kurdyjski polityk
  - Werner Roth, amerykański piłkarz
  - Dan Simmons, amerykański pisarz science fiction i fantasy
  - Walter Tresch, szwajcarski narciarz alpejski
  - Pick Withers, brytyjski perkusista, członek zespołu Dire Straits
- 1949:
  - Parveen Babi, indyjska aktorka (zm. 2005)
  - Litsa Diamanti, grecka piosenkarka
  - Frederico Rodrigues de Oliveira, brazylijski piłkarz (zm. 2022)
- 1950:
  - Anna Duszak, polska językoznawczyni, wykładowczyni akademicka (zm. 2015)
  - Adam Fuszara, polski polityk, poseł na Sejm RP
  - Jan Kaźmierczak, polski profesor nauk technicznych, samorządowiec, polityk, poseł na Sejm RP
  - Mirosława Kruszewska, polska poetka, krytyk literacki, dziennikarka
  - Christine Lahti, amerykańska aktorka, reżyserka filmowa
  - Przemysław Nowacki, polski neurolog, profesor nauk medycznych
  - Samuli Pohjamo, fiński dziennikarz, samorządowiec, polityk, eurodeputowany
- 1951:
  - Francesco De Gregori, włoski piosenkarz, autor tekstów, kompozytor
  - Louis Hendrik Potgieter, południowoafrykański wokalista, tancerz, członek zespołu Dschinghis Khan (zm. 1993)
- 1952:
  - Rosemarie Ackermann, niemiecka lekkoatletka, skoczkini wzwyż
  - Krzysztof Konopelski, polski grafik, satyryk, poeta
  - Günther Lemmerer, austriacki saneczkarz
  - Gary Moore, północnoirlandzki gitarzysta, wokalista, kompozytor, członek zespołów: Skid Row i Thin Lizzy (zm. 2011)
  - Grzegorz Rogiński, polski fotograf
  - Villy Søvndal, duński polityk
- 1953:
  - Kvitka Cisyk, amerykańska piosenkarka pochodzenia ukraińskiego (zm. 1998)
  - Halina Molka, polska dziennikarka, polityk, posłanka na Sejm RP
  - Eilert Pilarm, szwedzki piosenkarz
  - Grzegorz Stasiak, polski aktor, artysta kabaretowy
- 1954:
  - Abdelilah Benkirane, marokański polityk, premier Maroka
  - Michel Camilo, dominikański pianista i kompozytor jazzowy
  - Donald Gibb, amerykański aktor
  - Mary-Margaret Humes, amerykańska aktorka
  - Sergio Orduña, meksykański piłkarz, trener
- 1955:
  - Wojciech Borecki, polski piłkarz, trener i działacz piłkarski
  - Jetmira Dusha, albańska aktorka
  - Raimondo Ponte, szwajcarski piłkarz, trener
- 1956:
  - Krzysztof Cybruch, polski działacz społeczny, publicysta (zm. 2016)
  - Carlos Roberto Gallo, brazylijski piłkarz, bramkarz
  - David E. Kelley, amerykański scenarzysta i producent telewizyjny
- 1957:
  - Peter Englund, szwedzki historyk, archeolog, filozof
  - Aki Kaurismäki, fiński aktor, reżyser i scenarzysta filmowy
  - Notis Marias, grecki politolog, wykładowca akademicki, polityk
  - Vichai Srivaddhanaprabha, tajski przedsiębiorca, miliarder, działacz sportowy (zm. 2018)
  - Zbigniew Szczepaniak, polski samorządowiec, prezydent Otwocka
- 1958:
  - John Wesley Jones, amerykański lekkoatleta, sprinter (zm. 2019)
  - Andrzej Radzimiński, polski historyk
  - Tadeusz Wita, polski inżynier, polityk, poseł na Sejm RP
  - Masakuni Yamamoto, japoński piłkarz, trener
- 1959:
  - Anatol Czaban, polski generał dywizji pilot
  - Phil Morris, amerykański aktor
  - Szamil Sabirow, rosyjski bokser
  - Milivoj Špika, chorwacki nauczyciel, samorządowiec, polityk
- 1960:
  - Chalid ibn Ahmad Al Chalifa, bahrajński polityk, dyplomata
  - Azim Isabekow, kirgiski polityk, premier Kirgistanu
  - Marvin Obando, kostarykański piłkarz
  - José Peseiro, portugalski trener piłkarski
  - Hugo Weaving, australijski aktor
- 1961:
  - José Bonello, maltański duchowny katolicki, biskup Juticalpy w Hondurasie
  - Félix Cruz, meksykański piłkarz
  - René Isidoro García, meksykański piłkarz, trener
  - René van der Gijp, holenderski piłkarz
  - Siarhiej Kamianiecki, białoruski pułkownik, polityk
  - Jack Guy Lafontant, haitański lekarz, polityk, premier Haiti
  - Ray Mercer, amerykański bokser
  - Peter Thomsen, niemiecki jeździec sportowy
- 1962:
  - Craig Adams, brytyjski basista
  - Fernando Bascopé Müller, boliwijski duchowny katolicki, ordynariusz polowy Boliwii
  - Rafael Alfonso Escudero López-Brea, hiszpański duchowny katolicki, biskup, prałat terytorialny Moyobamby
  - Marco Giovannetti, włoski kolarz szosowy
  - Piotr Siwkiewicz, polski aktor
- 1963:
  - Dale Hawerchuk, kanadyjski hokeista (zm. 2020)
  - Franc Kostiukiewicz, białoruski lekkoatleta, chodziarz
  - Graham Norton, irlandzki aktor, komik, prezenter telewizyjny
  - Irene Pivetti, włoska dziennikarka i prezenterka telewizyjna, polityk
- 1964:
  - Branco, brazylijski piłkarz
  - Anthony Clark, amerykański aktor
  - David Cross, amerykański aktor
  - Satoshi Furukawa, japoński lekarz, astronauta
  - Maarit Lalli, fińska reżyserka, scenarzystka i producentka filmowa
  - Paul Parker, angielski piłkarz, trener
- 1965:
  - Robert Downey Jr., amerykański aktor, komik, scenarzysta i producent filmowy
  - Alain Faubert, kanadyjski duchowny katolicki, biskup pomocniczy Montrealu
  - Robert Maciejuk, polski malarz
  - Janusz Olech, polski szablista
  - Norma Torres, amerykańska polityk, kongreswoman
- 1966:
  - Christian Auer, austriacki skeletonista
  - Finn Christian Jagge, norweski narciarz alpejski (zm. 2020)
  - Shelton Jones, amerykański koszykarz
  - Ann-Kathrin Kramer, niemiecka aktorka, pisarka
  - Nancy McKeon, amerykańska aktorka
  - Mike Starr, amerykański basista, kompozytor, członek zespołu Alice in Chains (zm. 2011)
  - Jolanta Wieprzkowicz, polska lekkoatletka, biegaczka średniodystansowa
- 1967:
  - Juli Furtado, amerykańska kolarka górska i szosowa
  - Edith Masai, kenijska lekkoatletka, biegaczka długodystansowa
  - Piotr Pytel, polski generał brygady, funkcjonariusz służb specjalnych
  - Peter Simon, niemiecki polityk
- 1968:
  - Claes Ivarsson, szwedzki żużlowiec (zm. 2017)
  - Darren Law, amerykański kierowca wyścigowy
  - Jesús Miguel Rollán, hiszpański piłkarz wodny, bramkarz (zm. 2006)
  - Xue Ruihong, chińska łyżwiarka szybka
  - Hypolite Taremae, salomoński polityk
- 1969:
  - Luigi Amodeo, włoski aktor
  - Piotr Anderszewski, polski pianista
  - Jorge Julio Rocha, kolumbijski bokser
- 1970:
  - Jorgos Amanatidis, grecki piłkarz
  - Rebekka Bakken, norweska wokalistka jazzowa, kompozytorka, autorka tekstów
  - Rafał Darżynkiewicz, polski dziennikarz i komentator sportowy
  - Håvard Flo, norweski piłkarz
  - Barry van Galen, holenderski piłkarz
  - Greg Garcia, amerykański dramaturg, producent telewizyjny
  - Ołeksandr Honczenkow, ukraiński kolarz torowy i szosowy
  - Jelena Jelesina, rosyjska lekkoatletka, skoczkini wzwyż
  - Mark Kirchner, niemiecki biathlonista, biegacz narciarski
  - Barry Pepper, kanadyjski aktor, producent filmowy
  - Szemu’el Rabinowic, izraelski rabin
  - Jason Stoltenberg, australijski tenisista, trener
  - Josh Todd, amerykański muzyk, wokalista, autor tekstów, aktor, członek zespołu Buckcherry
- 1971:
  - Raja Amari, tunezyjska reżyserka i scenarzystka filmowa
  - Dietmar Kühbauer, austriacki piłkarz, trener
  - Armand Maulana, indonezyjski wokalista, członek zespołu Gigi
  - Claudette Mink, kanadyjska aktorka
  - Ryō Ōwatari, japoński wokalista, gitarzysta, członek zespołów: Do As Infinity i Missile Innovation
- 1972:
  - Jerome Damon, południowoafrykański sędzia piłkarski
  - Władimir Jurowski, rosyjski dyrygent
  - Marta Kosmowska, polska lekkoatletka, biegaczka średniodystansowa
  - Ivan Martinka, słowacki aktor
  - Arun Milcarz, polski pisarz, dziennikarz, podróżnik, artysta
  - Lisa Ray, indyjsko-kanadyjska aktorka, modelka
  - Jill Scott, amerykańska piosenkarka, autorka tekstów, kompozytorka
  - Kelvin Sebwe, liberyjski piłkarz
  - Marko Živić, serbski aktor, komik (zm. 2021)
- 1973:
  - David Blaine, amerykański iluzjonista, kaskader
  - Monika Borejza, polska lekkoatletka, sprinterka
  - Loris Capirossi, włoski motocyklista wyścigowy
  - Mähri Geldiýewa, turkmeńska szachistka
  - Peter Hoekstra, holenderski piłkarz
  - Ałła Krawczuk, ukraińska polonistka
  - Sven Vermant, belgijski piłkarz
- 1974:
  - Anja Kopač, słoweńska socjolog, wykładowczyni akademicka, polityk
  - Tomasz Kos, polski piłkarz
  - Dave Mirra, amerykański kolarz BMX, rajdowiec (zm. 2016)
  - Ante Milicic, australijski piłkarz, trener pochodzenia chorwackiego
  - Lars Eikind Sätheren, norweski muzyk, wokalista, kompozytor, producent muzyczny, członek zespołów: Winds, Eikind, Khold, Age of Silence, Gloria Morti i Soulfallen
  - Wasilij Żyrow, kazachski bokser
- 1975:
  - Thobias Fredriksson, szwedzki biegacz narciarski
  - Francisco Reyes, hiszpański bokser
  - Lázaro Rivas, kubański zapaśnik (zm. 2013)
  - Scott Rolen, amerykański baseballista
- 1976:
  - Daniel Caspary, niemiecki ekonomista, polityk
  - Kostas Charalambidis, grecki koszykarz
  - Kim De Weille, holenderska tenisistka
  - Emerson, brazylijski piłkarz
  - Kim Hyun-jung, południowokoreańska piosenkarka
  - Michał Kocimski, polski oboista, dyrygent
  - Marcin Kulasek, polski polityk i samorządowiec, poseł na Sejm RP
  - Elvir Rahimić, bośniacki piłkarz
  - James Roday, amerykański aktor
  - Marcin Różycki, polski poeta, bard (zm. 2012)
  - Mikołaj Wild, polski prawnik, polityk
- 1977:
  - Stephan Bonnar, amerykański zawodnik MMA (zm. 2022)
  - Piotr Długosielski, polski lekkoatleta, sprinter
  - Adam Dutkiewicz, amerykański gitarzysta, wokalista, producent muzyczny, członek zespołów: Killswitch Engage, Burn Your Wishes i Times Of Grace pochodzenia polskiego
  - Piotr Kuczera, polski samorządowiec, prezydent Rybnika
  - Begençmuhammet Kuliýew, turkmeński piłkarz
  - Kęstutis Marčiulionis, litewski koszykarz
  - Shauna Rohbock, amerykańska bobsleistka
- 1978:
  - Michał Czernecki, polski aktor
  - Jarosław Kwasek, polski samorządowiec, członek zarządu województwa lubelskiego
  - Lemar, brytyjski piosenkarz pochodzenia nigeryjskiego
  - Krzysztof Majkowski, polski hokeista, trener
  - Dominic Matteo, szkocki piłkarz
  - Irini Skliwa, grecka modelka, zwyciężczyni konkursu Miss World
  - René Wolff, niemiecki kolarz torowy
- 1979:
  - Heath Ledger, australijski aktor (zm. 2008)
  - Roberto Luongo, kanadyjski hokeista, bramkarz
  - Natasha Lyonne, amerykańska aktorka pochodzenia żydowskiego
  - Dominik Matwiejczyk, polski reżyser, scenarzysta i producent filmowy
  - Stanisław Medwedenko, ukraiński koszykarz
  - Jessica Napier, nowozelandzka aktorka
  - Maksim Opalew, rosyjski kajakarz, kanadyjkarz
  - Aleksandra Pielużek, polska lekkoatletka, sprinterka i płotkarka
  - Ludovic Roux, francuski kombinator norweski
- 1980:
  - Rafał Frank, polski koszykarz, trener
  - Witalij Lutkewycz, ukraiński hokeista
  - Johanna Manninen, fińska lekkoatletka, sprinterka
  - Steve Molitor, kanadyjski bokser
  - Bekzat Sattarchanow, kazachski bokser (zm. 2000)
  - Mark Tuitert, holenderski łyżwiarz szybki
- 1981:
  - Paul Codrea, rumuński piłkarz
  - Currensy, amerykański raper
  - Rubén Felgaer, argentyński szachista
  - Anna Piatych, rosyjska lekkoatletka, trójskoczkini
  - Ned Vizzini, amerykański pisarz (zm. 2013)
- 1982:
  - Brandon Bochenski, amerykański hokeista pochodzenia polskiego
  - Kelly Pavlik, amerykański bokser pochodzenia słowackiego
  - Kalina Szteyn, polska lekkoatletka, biegaczka długodystansowa
- 1983:
  - Louis Agyemang, ghański piłkarz
  - Marcin Malicki, polski siatkarz
  - Paolo Pizzo, włoski szpadzista
  - Amanda Righetti, amerykańska aktorka
- 1984:
  - Ilja Frołow, rosyjski pięcioboista nowoczesny
  - Sean May, amerykański koszykarz
  - Adam Rybakowicz, polski przedsiębiorca, poseł na Sejm RP
  - Tomasz Świętoński, polski koszykarz
  - Arkadij Wiatczanin, rosyjski pływak
- 1985:
  - Rudy Fernández, hiszpański koszykarz
  - Maxime Goisset, francuski wioślarz
  - Tomasz Lisowski, polski piłkarz
  - Mieszko Pawlak, polski urzędnik państwowy, sekretarz stanu
  - Bartłomiej Pejo, polski samorządowiec, polityk, poseł na Sejm RP
  - Dudi Sela, izraelski tenisista
- 1986:
  - Ołeksandra Horbunowa, ukraińska koszykarka
  - Cam Barker, kanadyjski hokeista
  - Labinot Harbuzi, szwedzki piłkarz (zm. 2018)
  - Maurice Manificat, francuski biegacz narciarski
  - Aiden McGeady, irlandzki piłkarz pochodzenia szkockiego
  - Julian Musiol, niemiecki skoczek narciarski pochodzenia polskiego
  - Jason Richardson, amerykański lekkoatleta, płotkarz
  - Iwan Uchow, rosyjski lekkoatleta, skoczek wzwyż
- 1987:
  - Johanna Danois, francuska lekkoatletka, sprinterka
  - Sami Khedira, niemiecki piłkarz pochodzenia tunezyjskiego
  - Michaela Stejskalová, czeska koszykarka
- 1988:
  - Michael Almebäck, szwedzki piłkarz
  - Mauro Formica, argentyński piłkarz
  - Olha Hejko, ukraińska siatkarka
  - Nadine Keßler, niemiecka piłkarka
- 1989:
  - Vurnon Anita, holenderski piłkarz
  - Dean Bombač, słoweński piłkarz ręczny
  - Fabien Canal, francuski kolarz górski i szosowy
  - Chris Herd, australijski piłkarz
  - Junior Kabananga, kongijski piłkarz
  - Lauren O’Reilly, kanadyjska siatkarka
  - Natália Pereira, brazylijska siatkarka
  - Karolina Półrola, polska lekkoatletka, biegaczka średniodystansowa
  - Luiz Razia, brazylijski kierowca wyścigowy
  - Jens Toornstra, holenderski piłkarz
- 1990:
  - Lynetta Kizer, amerykańska koszykarka
  - Leonel Moreira, kostarykański piłkarz, bramkarz
  - Manabu Saitō, japoński piłkarz
- 1991:
  - Martine Ek Hagen, norweska biegaczka narciarska
  - Laura Emonts, niemiecka siatkarka
  - Asia Muhammad, amerykańska tenisistka
  - Jamie Lynn Spears, amerykańska aktorka niezawodowa, piosenkarka
  - Tereza Vanžurová, czeska siatkarka
- 1992:
  - Ben Heber, niemiecki bobsleista
  - Nina Kraljić, chorwacka piosenkarka
  - Alexa Nikolas, amerykańska aktorka
  - Daniel Theis, niemiecki koszykarz
  - Nathan Trent, austriacki piosenkarz
- 1993:
  - Samir Carruthers, irlandzki piłkarz
  - Frank Kaminsky, amerykański koszykarz pochodzenia polsko-serbskiego
  - David Soria, hiszpański piłkarz, bramkarz
- 1994:
  - Patrick Banggaard, duński piłkarz
  - Ołeksij Chobłenko, ukraiński piłkarz
  - Jay Fulton, szkocki piłkarz
  - Dimitris Gutas, grecki piłkarz
  - Aras Kaya, turecki lekkoatleta, długodystansowiec pochodzenia kenijskiego
  - Tomislav Kiš, chorwacki piłkarz
  - Junes Sarmasti, irański zapaśnik
  - Rúben Semedo, portugalski piłkarz
- 1995:
  - Dmitrij Bałandin, kazachski pływak
  - Denis Godla, słowacki hokeista, bramkarz
  - Samar Amir Ibrahim Hamza, egipski zapaśnik
  - Mariusz Malec, polski piłkarz
  - Yairo Moreno, kolumbijski piłkarz
  - Władisław Polaszow, rosyjski gimnastyk
  - Barbora Štefková, czeska tenisistka
  - Walace, brazylijski piłkarz
- 1996:
  - Dżesika Jaszek, polska piłkarka
  - Grzegorz Kulka, polski koszykarz
  - Austin Mahone, amerykański piosenkarz, kompozytor
  - Katarina Marinković, serbska siatkarka
- 1997:
  - Fjoralb Deliaj, albański piłkarz
  - Mārtiņš Dzierkals, łotewski hokeista
  - Luka Šušnjara, słoweński piłkarz
- 1998:
  - Benjamin Diez, francuski siatkarz
  - Joris van Gool, holenderski lekkoatleta, sprinter
  - Magdalena Świerczyńska, polska badmintonistka
  - Aaron Van Poucke, belgijski kolarz szosowy
- 1999:
  - Keely Cashman, amerykańska narciarka alpejska
  - Milan Corryn, belgijski piłkarz
  - Daniił Sierochwostow, rosyjski biathlonista
- 2000:
  - Luis Gamíz, meksykański piłkarz
  - Luciano Vicentín, argentyński siatkarz
  - Keishana Washington, kanadyjska koszykarka
  - Zeamsone, polski raper
- 2001:
  - Bruno Gomes, brazylijski piłkarz
  - Mateusz Gruszka, polski skoczek narciarski
  - David Strelec, słowacki piłkarz
- 2002:
  - Daniel Grassl, włoski łyżwiarz figurowy
  - Kamil Lukoszek, polski piłkarz
  - Kwakhe Thwala, suazyjski piłkarz
  - Carlos Vivas, wenezuelski piłkarz
- 2003:
  - Harvey Elliott, angielski piłkarz
  - Yuka Fujikura, japońska zapaśniczka
  - Danil Kuraksin, estoński piłkarz pochodzenia rosyjskiego
- 2005:
  - Lil Mabu, amerykański raper, autor tekstów
  - Marien, polska piosenkarka
- 2006 – Zuzanna Rejniak, polska szachistka

## Zmarli
- 397 – Ambroży, biskup Mediolanu, ojciec i doktor Kościoła, święty (ur. ok. 339)
- 636 – Izydor z Sewilli, arcybiskup, doktor Kościoła, święty (ur. 560)
- 896 – Formozus, papież (ur. ok. 815)
- 1284 – Alfons X Mądry, król Kastylii i Leónu, antykról Niemiec (ur. 1221)
- 1292 – Mikołaj IV, papież (ur. 1227)
- 1404 – Wilhelm z Noto, włoski tercjarz franciszkański, pustelnik, błogosławiony (ur. ok. 1309)
- 1406 – Robert III Stewart, król Szkocji (ur. 1337–1340)
- 1423 – Tommaso Mocenigo, doża Wenecji (ur. 1343)
- 1467 – Ludwig von Erlichshausen, wielki mistrz zakonu krzyżackiego (ur. ?)
- 1536 – Fryderyk Starszy Hohenzollern, książę i margrabia Ansbach, książę Bayreuth (ur. 1460)
- 1543 – Walter von Cronberg, administrator urzędu wielkiego mistrza zakonu krzyżackiego (ur. 1477)
- 1546 – (lub do 19 listopada) Iwan Sapieha, wojewoda witebski, wojewoda podlaski (ur. 1486)
- 1566 – Daniele da Volterra, włoski malarz, rzeźbiarz (ur. 1509)
- 1588 – Fryderyk II Oldenburg, król Danii i Norwegii (ur. 1534)
- 1609 – Charles de L’Écluse, francuski botanik (ur. 1526)
- 1610 – Roman Rożyński, polski szlachcic, rotmistrz, polityk (ur. 1575)
- 1616 – Pompeio Arrigoni, włoski kardynał (ur. 1552)
- 1617 – John Napier, szkocki ziemianin, antypapista, matematyk (ur. 1550)
- 1633 – Pieter Lastman, holenderski malarz (ur. 1583)
- 1662 – Jakub Hieronim Rozdrażewski, polski szlachcic, polityk (ur. ok. 1621)
- 1682 – Michał Kazimierz Pac, hetman polny litewski, hetman wielki litewski (ur. 1624)
- 1685 – Stanisław Skarszewski, polski szlachcic, polityk (ur. 1602)
- 1689 – Maria Anna Józefa Habsburg, arcyksiężniczka austriacka, księżniczka Palatynatu-Neuburg (ur. 1654)
- 1695 – Daniel Formont, francuski bankier, kupiec, dyplomata (ur. 1633)
- 1719 – Joachim Ciechanowski, polski duchowny greckokatolicki, biskup pińsko-turowski (ur. ?)
- 1723 – Atanazy Walenty Miączyński, polski szlachcic, polityk (ur. 1639)
- 1741 – Wiktor Amadeusz I Sabaudzki-Carignano, włoski arystokrata (ur. 1690)
- 1774 – Oliver Goldsmith, irlandzki lekarz, pisarz (ur. 1728)
- 1778 – Georg Andreas Sorge, niemiecki teoretyk muzyki, organista, kompozytor (ur. 1703)
- 1782 – August Aleksander Czartoryski, polski polityk, wojewoda ruski (ur. 1697)
- 1799 – Antoni Barnaba Jabłonowski, polski szlachcic, polityk (ur. 1732)
- 1803 – Georg Rudolf Böhmer, niemiecki lekarz, botanik (ur. 1723)
- 1806:
  - Carlo Gozzi, włoski dramatopisarz (ur. 1720)
  - Józef Zeidler, polski kompozytor (ur. 1744)
- 1807 – Jérôme Lalande, francuski matematyk, astronom, pisarz, wolnomularz (ur. 1732)
- 1817 – André Masséna, francuski książę, dowódca wojskowy, marszałek Francji (ur. 1758)
- 1820 – Franciszek Ksawery Bohusz, polski duchowny katolicki, filozof, pisarz, pamiętnikarz (ur. 1746)
- 1823 – Amalia Luiza Arenberg, księżna bawarska (ur. 1789)
- 1824 – Alexander Henry, amerykański podróżnik, handlarz futer (ur. 1739)
- 1838 – Ludwig Wachler, niemiecki historyk literatury (ur. 1767)
- 1841 – William Henry Harrison, amerykański polityk, prezydent USA (ur. 1773)
- 1845 – Friedrich Adolf Krummacher, ewangelicki teolog pochodzenia niemieckiego (ur. 1767)
- 1846 – Leon Borowski, polski filolog, krytyk literacki (ur. 1784)
- 1848 – Maria Domenica Lazzeri, włoska mistyczka, czcigodna Służebnica Boża (ur. 1815)
- 1853 – Jan Kanty Dąbrowski, polski duchowny katolicki, biskup pomocniczy poznański (ur. 1791)
- 1858 – John Kearsley Mitchell, amerykański lekarz, poeta (ur. 1798)
- 1861 – Franz Anton von Kolowrat, austriacki polityk, premier Cesarstwa Austriackiego pochodzenia czeskiego (ur. 1778)
- 1863 – Ludwig Emil Grimm, niemiecki malarz, rytownik (ur. 1790)
- 1870 – Heinrich Gustav Magnus, niemiecki chemik, fizyk, technolog (ur. 1802)
- 1871 – Frederick Robe, brytyjski generał, administrator kolonialny (ur. 1802)
- 1873 – Adolf Rudyński, polski dziennikarz (ur. 1819)
- 1876 – Maximilian Joseph von Tarnóczy, austriacki duchowny katolicki, arcybiskup Salzburga, kardynał (ur. 1806)
- 1877 – Maurycy Bogusław Woyde, polski profesor nauk medycznych (ur. 1791)
- 1879:
  - Heinrich Wilhelm Dove, niemiecki fizyk, meteorolog, wykładowca akademicki (ur. 1803)
  - Jean-Baptiste Thibault, kanadyjski duchowny i misjonarz katolicki (ur. 1810)
- 1883 – Peter Cooper, amerykański przemysłowiec, wynalazca, filantrop (ur. 1791)
- 1884:
  - Adolphe Dugléré, francuski mistrz kuchni (ur. 1805)
  - William Procter, amerykański przemysłowiec (ur. 1801)
  - Alfred Francis Russell, liberyjski polityk, prezydent Liberii (ur. 1817)
- 1888:
  - Natalia Kicka, polska działaczka społeczna i patriotyczna, pionierka polskiej archeologii i numizmatyki, pamiętnikarka (ur. 1806)
  - Emma Elizabeth Smith, brytyjska prostytutka, ofiara morderstwa (ur. 1843)
- 1889:
  - Eugen von Keyserling, niemiecki arachnolog (ur. 1833)
  - Philo Remington, amerykański konstruktor broni (ur. 1816)
- 1890:
  - Pierre-Joseph-Olivier Chauveau, kanadyjski pisarz, polityk, premier Quebecu (ur. 1820)
  - Jan Schindler, austriacki duchowny i teolog katolicki, polityk (ur. 1802)
- 1893:
  - Karl Eduard Aeschlimann, szwajcarski architekt (ur. 1808)
  - Alphonse Pyrame de Candolle, szwajcarski botanik, wykładowca akademicki (ur. 1806)
- 1894:
  - Giuseppe Benedetto Dusmet, włoski benedyktyn, arcybiskup Katanii, kardynał, błogosławiony (ur. 1818)
  - Stanisław Leopold Kronenberg, polski finansista, przemysłowiec pochodzenia żydowskiego (ur. 1846)
- 1899 – Ernest Karol Habsburg, arcyksiążę Domu Habsbursko-Lotaryńskiego, generał kawalerii armii austro-węgierskiej (ur. 1824)
- 1900 – John Bidwell, amerykański polityk (ur. 1819)
- 1901 – Mikołaj Dżułyński, ukraiński wydawca, drukarz, redaktor (ur. 1874)
- 1904 – Charles Soret, szwajcarski fizyk, chemik, wykładowca akademicki (ur. 1854)
- 1905 – Constantin Meunier, belgijski rzeźbiarz, malarz, grafik (ur. 1831)
- 1906:
  - Luisa, duńska księżniczka, księżna Schaumburg-Lippe (ur. 1875)
  - Wilhelm von Schaumburg-Lippe, niemiecki generał kawalerii, książę Schaumburg-Lippe (ur. 1834)
- 1908 – Leonardo Gigli, włoski położnik (ur. 1863)
- 1909:
  - William Henry Edwards, amerykański entomolog (ur. 1822)
  - Venceslaus Ulricus Hammershaimb, farerski duchowny luterański (ur. 1819)
- 1912 – Fridolin Leiber, niemiecki malarz (ur. 1843)
- 1913 – Edward Dowden, brytyjski poeta, historyk literatury, wykładowca akademicki (ur. 1843)
- 1917 – William Lawies Jackson, brytyjski arystokrata, polityk (ur. 1840)
- 1918:
  - Gustave Cabaret, francuski łucznik sportowy (ur. 1866)
  - Hermann Cohen, niemiecki filozof, wykładowca akademicki pochodzenia żydowskiego (ur. 1842)
  - Heinrich Georg Geigl, niemiecki pilot wojskowy, as myśliwski (ur. 1891)
  - Franciszek Juliusz Granowski, polski wydawca, redaktor (ur. 1861)
  - Max Lewandowsky, niemiecki neurolog pochodzenia żydowskiego (ur. 1876)
- 1919:
  - William Crookes, brytyjski fizyk, chemik (ur. 1832)
  - Franciszek Marto, portugalski świadek objawień fatimskich, święty (ur. 1908)
- 1923:
  - Tadeusz Chrostowski, polski ornitolog, podróżnik (ur. 1878)
  - Alfred Edwards, brytyjski działacz piłkarski (ur. 1850)
  - Julij Martow, rosyjski polityk socjaldemokratyczny, rewolucjonista, publicysta pochodzenia żydowskiego (ur. 1873)
  - John Venn, brytyjski pastor, matematyk, filozof, logik, wykładowca akademicki (ur. 1834)
- 1924:
  - Bronisław Koraszewski, polski działacz społeczny na Śląsku Opolskim (ur. 1864)
  - Arnold Pick, austriacki neurolog, psychiatra, wykładowca akademicki (ur. 1851)
- 1925 – Julian Sykała, polski działacz oświatowy i gospodarczy, polityk, poseł na Sejm RP (ur. 1874)
- 1926:
  - Thomas Burberry, brytyjski projektant mody (ur. 1835)
  - Gustave Geffroy, francuski pisarz, dziennikarz, historyk (ur. 1855)
  - August Thyssen, niemiecki przemysłowiec (ur. 1842)
- 1927:
  - Vincent Drucci, amerykański gangster pochodzenia włoskiego (ur. 1898)
  - Paweł Piontek, polski porucznik rezerwy piechoty, agent Abwehry (ur. 1901)
  - Kazimierz Urbaniak, polski porucznik piechoty, agent Abwehry (ur. 1901)
- 1929 – Carl Benz, niemiecki inżynier, przemysłowiec, pionier motoryzacji (ur. 1844)
- 1930:
  - Wiktoria Badeńska, królowa Szwecji (ur. 1862)
  - Kazimierz Cytowicz, polski ziemianin, oficer, uczestnik powstania styczniowego (ur. 1841)
- 1931:
  - George Chadwick, amerykański kompozytor, dyrygent, pedagog (ur. 1854)
  - André Michelin, francuski przemysłowiec (ur. 1853)
- 1932:
  - Ottokar Czernin, austro-węgierski dyplomata, polityk pochodzenia czeskiego (ur. 1872)
  - Arthur Hoffmann, niemiecki lekkoatleta, sprinter i skoczek w dal (ur. 1887)
  - Wilhelm Ostwald, niemiecki chemik, filozof przyrody, wykładowca akademicki, laureat Nagrody Nobla (ur. 1853)
- 1933:
  - Sergiusz Bogdańczuk, białoruski działacz komunistyczny (ur. 1911)
  - George Calnan, amerykański szpadzista, florecista (ur. 1900)
  - William A. Moffett, amerykański kontradmirał (ur. 1869)
- 1934 – Hansi Niese, austriacka aktorka (ur. 1875)
- 1936 – Wiktor Wielkopolanin-Nowakowski, polski podpułkownik piechoty (ur. 1882)
- 1937:
  - Władysław Horyd, polski kapitan piechoty, działacz niepodległościowy (ur. 1892)
  - Mulaj Abd al-Hafiz, sułtan Maroka (ur. 1875)
  - Matwiej Pogriebinski, radziecki funkcjonariusz służb specjalnych (ur. 1895)
  - Curt Rosenthal, niemiecki neurolog (ur. 1892)
- 1938:
  - Michał Pakosz, polski generał brygady (ur. 1888)
  - Leon Piniński, polski prawnik, historyk sztuki, wykładowca akademicki (ur. 1857)
  - Stanisław Żuprański, polski podpułkownik piechoty (ur. 1874)
- 1939:
  - Joaquín García-Morato, hiszpański pilot (ur. 1904)
  - Ghazi I, król Iraku (ur. 1912)
- 1940:
  - Józef Domachowski, polski duchowny katolicki, działacz społeczny i narodowy (ur. 1876)
  - Paul Roethig, niemiecki neurolog, neuroanatom, wykładowca akademicki (ur. 1874)
  - Franciszek Szyszka, polski podpułkownik piechoty (ur. 1884)
  - Maurycy Urstein, polski psychiatra, neurolog pochodzenia żydowskiego (ur. 1872)
- 1941:
  - Arsień Paulukiewicz, białoruski działacz narodowy, publicysta, wydawca, lekarz, działacz konspiracji antyhitlerowskiej (ur. 1889)
  - Franciszek Stempniewicz, polski major obserwator (ur. 1889)
  - Bolesław Wójtowicz, polski major dyplomowany piechoty (ur. 1908)
- 1942:
  - Jan Daszewski, polski kapitan pilot (ur. 1916)
  - Carl Jensen, duński zapaśnik (ur. 1882)
  - Stanisław Ruśkiewicz, polski major piechoty (ur. 1895)
- 1943:
  - Jimmy Barry, amerykański bokser (ur. 1870)
  - Dionizy Błeszyński, polski major (ur. 1895)
  - Edwin John Butler, irlandzki mykolog, fitopatolog, wykładowca akademicki (ur. 1874)
  - Andrzej Jałowiecki, polski działacz charytatywny (ur. ?)
  - Raoul Laparra, francuski kompozytor (ur. 1876)
- 1944 – Karel Weis, czeski kompozytor, muzykolog (ur. 1862)
- 1945:
  - Mario Ciceri, włoski duchowny katolicki, czcigodny Sługa Boży (ur. 1874)
  - Heinrich Ehrler, niemiecki pilot wojskowy, as myśliwski (ur. 1917)
  - Franciszek Karabuła, polski duchowny katolicki, żołnierz ZWZ-AK (ur. 1886)
  - Mieczysław Ryś-Trojanowski, polski generał brygady (ur. 1881)
- 1946 – Hans Johann Bothmann, niemiecki funkcjonariusz i zbrodniarz nazistowski (ur. 1911)
- 1947:
  - James Gascoyne-Cecil, brytyjski arystokrata, polityk (ur. 1861)
  - Jot Goar, amerykański baseballista (ur. 1870)
- 1948 – Wacław Mejbaum, polski historyk, pedagog, działacz polityczny (ur. 1887)
- 1949 – Wacław Lipiński, polski podpułkownik, historyk, działacz podziemia antykomunistycznego (ur. 1896)
- 1950 – Justyn (Malcew), rosyjski biskup prawosławny (ur. 1891)
- 1951:
  - Sadegh Hedajat, irański pisarz, tłumacz (ur. 1903)
  - Władysław Tarnawski, polski filolog angielski, wykładowca akademicki (ur. 1885)
- 1952 – Jechezkel Hen, izraelski polityk (ur. 1882)
- 1953:
  - Waldemar Cwenarski, polski malarz (ur. 1926)
  - Karol II, król Rumunii (ur. 1893)
- 1954:
  - Sigurd Juslén, fiński żeglarz sportowy (ur. 1885)
  - Wilhelm Piec, polski piłkarz (ur. 1915)
- 1957 – Adolf Rading, niemiecki architekt (ur. 1888)
- 1958 – Jens Ferdinand Willumsen, duński malarz (ur. 1863)
- 1959 – George Amick, amerykański kierowca wyścigowy (ur. 1924)
- 1961 – Leonid Bułachowski, rosyjski językoznawca, slawista (ur. 1888)
- 1963 – Kajetan Catanoso, włoski duchowny katolicki, święty (ur. 1879)
- 1965 – Harald Riipalu, estoński wojskowy (zm. 1912)
- 1966:
  - Jimmy Daywalt, amerykański kierowca wyścigowy (ur. 1924)
  - Alfred Naujocks, niemiecki funkcjonariusz nazistowski (ur. 1911)
- 1967 – Héctor Scarone, urugwajski piłkarz, trener (ur. 1898)
- 1968:
  - Günter Hessler, niemiecki dowódca okrętu podwodnego (ur. 1909)
  - Martin Luther King, amerykański pastor, działacz społeczny, laureat Pokojowej Nagrody Nobla (ur. 1929)
- 1969 – Friedrich von Huene, niemiecki paleontolog (ur. 1875)
- 1971:
  - Szelomo-Jisra’el Ben-Me’ir, izraelski rabin, prawnik, polityk (ur. 1910)
  - Frank Loomis, amerykański lekkoatleta, płotkarz (ur. 1896)
- 1972 – Hugo Goetz, amerykański pływak (ur. 1884)
- 1973:
  - Carmine Gallone, włoski reżyser filmowy (ur. 1886)
  - Tadeusz Kraszewski, polski pisarz, dziennikarz (ur. 1903)
- 1974 – Antoni Kleszczycki, polski chemik, wykładowca akademicki (ur. 1906)
- 1975 – Erik Pettersson, szwedzki sztangista (ur. 1890)
- 1976:
  - Zygmunt Lewandowski, polski kompozytor, autor tekstów piosenek (ur. 1908)
  - Harry Nyquist, amerykański inżynier elektryk, wynalazca pochodzenia szwedzkiego (ur. 1889)
- 1978 – Siemion Kirlian, rosyjski technik pochodzenia ormiańskiego (ur. 1898)
- 1979:
  - Joseph Alcazar, francuski piłkarz pochodzenia algierskiego (ur. 1911)
  - Zulfikar Ali Bhutto, pakistański polityk, prezydent i premier Pakistanu (ur. 1928)
- 1980:
  - Aleksander Ford, polski reżyser i scenarzysta filmowy (ur. 1908)
  - Feliks Parnell, polski tancerz, choreograf (ur. 1898)
  - Władysław Tatarkiewicz, polski filozof, estetyk, etyk, historyk filozofii i sztuki, varsavianista, wykładowca akademicki (ur. 1886)
- 1981 – Tadeusz Wilczyński, polski botanik, wykładowca akademicki (ur. 1888)
- 1983:
  - Marija Babanowa, rosyjska aktorka (ur. 1900)
  - Gloria Swanson, amerykańska aktorka (ur. 1899)
  - Bernard Vukas, jugosłowiański piłkarz (ur. 1927)
- 1984 – Oleg Antonow, rosyjski konstruktor lotniczy (ur. 1906)
- 1987:
  - Agjej, indyjski poeta (ur. 1911)
  - C.L. Moore, amerykańska pisarka science fiction i fantasy (ur. 1911)
- 1988 – Eric Alfred Havelock, brytyjski filolog klasyczny (ur. 1903)
- 1990:
  - Mark Fradkin, rosyjski kompozytor muzyki filmowej (ur. 1914)
  - Andrzej Kobyliński, polski jeździec, trener (ur. 1931)
  - Llazar Lipivani, albański major, polityk, producent filmowy (ur. 1923)
- 1991:
  - Edmund Adamkiewicz, niemiecki piłkarz pochodzenia polskiego (ur. 1920)
  - Max Frisch, szwajcarski prozaik, dramaturg, architekt (ur. 1911)
  - Pagão, brazylijski piłkarz (ur. 1934)
  - Leonid Żytkowicz, polski historyk, wykładowca akademicki (ur. 1910)
- 1992 – Samuel Reshevsky, amerykański szachista pochodzenia polsko-żydowskiego (ur. 1911)
- 1993:
  - Alfred Butts, amerykański architekt, wynalazca scrabble (ur. 1899)
  - Edera Cordiale, włoska lekkoatletka, dyskobolka (ur. 1920)
- 1994 – André Derrien, francuski żeglarz sportowy (ur. 1895)
- 1995 – Janusz Kościelak, polski żużlowiec (ur. 1935)
- 1997:
  - Bernard Chevallier, francuski jeździec sportowy (ur. 1912)
  - Władimir Sołouchin, rosyjski poeta, prozaik (ur. 1924)
  - Spiro Urumi, albański aktor (ur. 1928)
  - Jurij Zabołotny, ukraiński piłkarz, trener (ur. 1939)
- 1998 – Władysław Krygowski, polski prawnik, działacz turystyczny, publicysta, autor przewodników górskich (ur. 1906)
- 1999:
  - Helena Brzozowska, polska lekarka, podporucznik AK, uczestniczka powstania warszawskiego (ur. 1919)
  - Faith Domergue, amerykańska aktorka (ur. 1925)
- 2000 – Brandãozinho, brazylijski piłkarz (ur. 1925)
- 2001:
  - Ramón Mendoza, hiszpański prawnik, przedsiębiorca, działacz piłkarski (ur. 1927)
  - Liisi Oterma, fińska astronom (ur. 1915)
- 2002:
  - Andrzej Kaliciński, polski kardiolog, wykładowca akademicki, polityk, senator RP (ur. 1922)
  - Leo Laakso, fiński skoczek narciarski (ur. 1918)
- 2003:
  - Izzat Ghazzawi, palestyński pisarz (ur. 1952)
  - Abdul Kadir, indonezyjski piłkarz, trener (ur. 1948)
- 2004:
  - Gito Baloi, południowoafrykański basista i wokalista jazzowy (ur. 1965)
  - Andrzej Gmerek, polski porucznik (ur. 1900)
  - John Goodell, amerykański reżyser dokumentalista (ur. 1909)
  - Marian Jonkajtys, polski aktor, reżyser teatralny, poeta, pedagog (ur. 1931)
  - Pierre Koenig, amerykański architekt (ur. 1925)
  - Zbigniew Józef Kraszewski, polski duchowny katolicki, biskup pomocniczy warszawski i warszawsko-praski (ur. 1922)
  - Klaus May, niemiecki kolarz torowy i szosowy (ur. 1939)
  - Briek Schotte, belgijski kolarz szosowy (ur. 1919)
  - Austin Willis, kanadyjski aktor (ur. 1917)
- 2006:
  - Edward Cranston Campbell, brytyjski dziennikarz (ur. 1916)
  - Eckhard Dagge, niemiecki bokser (ur. 1948)
  - Witold Gładkowski, polski polityk, senator RP (ur. 1942)
  - Jürgen Thorwald, niemiecki pisarz, historyk, dziennikarz (ur. 1915)
- 2007:
  - Bob Clark, amerykański aktor, reżyser, scenarzysta i producent filmowy (ur. 1939)
  - John Flynn, amerykański reżyser filmowy (ur. 1932)
- 2008:
  - Sławomir Kościuk, polski przestępca (ur. 1957)
  - Stanisław Zagajewski, polski rzeźbiarz (ur. ok. 1927)
- 2009:
  - Jobie Dajka, australijski kolarz szosowy (ur. 1981)
  - Janusz Jędrzejewski, polski kompozytor (ur. 1954)
- 2010:
  - Clifford M. Hardin, amerykański polityk, sekretarz rolnictwa (ur. 1915)
  - Kelly Moran, amerykański żużlowiec (ur. 1960)
- 2011:
  - Scott Columbus, amerykański perkusista, członek zespołu Manowar (ur. 1956)
  - Ottar Dahl, norweski historyk (ur. 1924)
  - Ramón Mendoza, hiszpański prawnik, przedsiębiorca (ur. 1927)
  - Juliano Mer-Khamis, izraelski aktor, reżyser, działacz pokojowy (ur. 1958)
  - Bronisław Przybylski, polski kompozytor (ur. 1941)
  - Wayne Robson, kanadyjski aktor (ur. 1946)
  - Juan Tuñas, kubański piłkarz (ur. 1917)
- 2012:
  - Anne Karin Elstad, norweska pisarka (ur. 1938)
  - Janina Gardzielewska, polska fotografka (ur. 1926)
  - Dubravko Pavličić, chorwacki piłkarz (ur. 1967)
- 2013:
  - Bengt Blomgren, szwedzki aktor, reżyser i scenarzysta filmowy (ur. 1923)
  - Roger Ebert, amerykański krytyk filmowy, dziennikarz (ur. 1942)
  - Jerzy Fogel, polski archeolog (ur. 1942)
  - Noboru Yamaguchi, japoński autor light novel (ur. 1972)
- 2014:
  - İsmet Atlı, turecki zapaśnik (ur. 1931)
  - Kumba Ialá, gwinejski polityk, prezydent Gwinei Bissau (ur. 1953)
  - Margo MacDonald, brytyjska polityk (ur. 1943)
  - Anja Niedringhaus, niemiecka fotoreporterka (ur. 1965)
- 2015 – Klaus Rifbjerg, duński prozaik, dramaturg, poeta (ur. 1931)
- 2016:
  - Piotr Aleksandrowicz, polski dziennikarz (ur. 1953)
  - Elżbieta Dziębowska, polska muzykolog, wykładowczyni akademicka, uczestniczka powstania warszawskiego (ur. 1929)
  - Chus Lampreave, hiszpańska aktorka (ur. 1930)
  - Gétatchèw Mèkurya, etiopski saksofonista jazzowy (ur. 1935)
  - Abe Segal, południowoafrykański tenisista (ur. 1930)
- 2017:
  - Bolesław Gromnicki, polski aktor, artysta kabaretowy (ur. 1935)
  - Andrzej Ryżyński, polski inżynier, wykładowca akademicki (ur. 1926)
  - Giovanni Sartori, włoski teoretyk polityki (ur. 1924)
  - Karl Stotz, austriacki piłkarz (ur. 1927)
- 2018:
  - Ignacy Piotr VIII Abdel-Ahad, syryjski duchowny katolicki, patriarcha Antiochii (ur. 1930)
  - Barbara Bittnerówna, polska tancerka baletowa (ur. 1924)
  - John Lynch, brytyjski historyk (ur. 1927)
  - Soon-Tek Oh, amerykański aktor, reżyser teatralny (ur. 1943)
  - Ray Wilkins, angielski piłkarz, trener, komentator telewizyjny (ur. 1956)
- 2019:
  - Gieorgij Danelija, rosyjski reżyser filmowy (ur. 1930)
  - Gabriel Piroird, francuski duchowny katolicki posługujący w Algierii, biskup konstantynowski (ur. 1932)
  - Albin Siwak, polski robotnik, działacz państwowy i partyjny (ur. 1933)
  - Myer Skoog, amerykański koszykarz (ur. 1926)
  - Katarzyna Sójka-Zielińska, polska historyk prawa (ur. 1931)
- 2020:
  - Rafael Leonardo Callejas, honduraski ekonomista, inżynier rolnik, przedsiębiorca, polityk, prezydent Hondurasu (ur. 1943)
  - Pertti Paasio, fiński polityk, wicepremier, minister spraw zagranicznych, eurodeputowany (ur. 1939)
  - Iwan Wakarczuk, ukraiński fizyk, polityk, minister oświaty i nauki (ur. 1947)
- 2021:
  - Jens-Peter Bonde, duński polityk, eurodeputowany (ur. 1948)
  - Christian Debias, francuski kierowca wyścigowy (ur. 1946)
  - Cheryl Gillan, brytyjska polityk, minister ds. Walii (ur. 1952)
  - Wiktorija Kowalczuk, ukraińska malarka, pisarka, ilustratorka (ur. 1954)
  - Zygmunt Malanowicz, polski aktor (ur. 1938)
  - Robert Mundell, kanadyjski ekonomista, wykładowca akademicki, laureat Nagrody Banku Szwecji im. Alfreda Nobla w dziedzinie ekonomii (ur. 1932)
  - Roland Thöni, włoski narciarz alpejski (ur. 1951)
  - Wiesław Wójcik, polski aktor (ur. 1946)
- 2022:
  - José Geraldo da Cruz, brazylijski duchowny katolicki, biskup Juazeiro (ur. 1941)
  - John McNally, irlandzki bokser (ur. 1932)
  - Django Sissoko, malijski polityk, premier Mali (ur. 1948)
  - Petar Skansi, chorwacki koszykarz, trener (ur. 1943)
  - Andrzej Zygmunt, polski piłkarz (ur. 1945)
- 2023:
  - Andrés García, dominikański aktor (ur. 1941)
  - Birger Jensen, duński piłkarz (ur. 1951)
  - Marian Marzyński, polski reżyser i scenarzysta filmowy i dokumentalny (ur. 1937)
- 2024:
  - Iona Campagnolo, kanadyjska polityk, minister ds. sportu amatorskiego i kultury fizycznej (ur. 1932)
  - Thomas Gumbleton, amerykański duchowny katolicki, biskup pomocniczy Detroit (ur. 1930)
  - Bruce Kessler, amerykański kierowca wyścigowy (ur. 1936)
  - Adam Kobieracki, polski dyplomata (ur. 1957)
  - Miron Sycz, polski nauczyciel, samorządowiec, polityk, poseł na Sejm RP (ur. 1960)
- 2025:
  - Amadou Bagayoko, malijski gitarzysta, wokalista, członek duetu Amadou & Mariam (ur. 1954)
  - Friðrik Ólafsson, islandzki prawnik, polityk, szachista, działacz sportowy, prezydent FIDE (ur. 1935)
  - Bernard Ringeissen, francuski pianista (ur. 1934)
  - Peter Turang, indonezyjski duchowny katolicki, arcybiskup Kupangu (ur. 1947)